# Yannick Agnel
Yannick Agnel (Nîmes, 9 juni 1992) is een Franse zwemmer. Hij vertegenwoordigde zijn vaderland op de Olympische Zomerspelen 2012 in Londen. Op de kortebaan is hij houder van het wereldrecord op de 400 meter vrije slag en het Europees record op de 800 meter vrije slag.

## Carrière
Bij zijn internationale debuut, op de Europese kampioenschappen kortebaanzwemmen 2009 in Istanboel, strandde Angel in de series van de 100, 200 en de 400 meter vrije slag.
Op de openingsdag van de Europese kampioenschappen zwemmen 2010 in Boedapest veroverde de Fransman de Europese titel op de 400 meter vrije slag, in de finale bleef hij wereldkampioen Paul Biedermann nipt voor. Op dezelfde dag sleepte hij samen met Fabien Gilot, William Meynard en Alain Bernard de zilveren medaille in de wacht op de 4x100 meter vrije slag. Op de 4x200 meter vrije slag legde hij samen met Clément Lefert, Antton Haramboure en Jérémy Stravius beslag op de bronzen medaille. Tijdens de wereldkampioenschappen kortebaanzwemmen 2010 in Dubai eindigde Agnel als zesde op de 400 meter vrije slag en werd hij uitgeschakeld in de series van de 200 meter vrije slag. Samen met Alain Bernard, Frédérick Bousquet en Fabien Gilot veroverde hij de wereldtitel op de 4x100 meter vrije slag, op de 4x200 meter vrije slag sleepte hij samen met Fabien Gilot, Clément Lefert en Jérémy Stravius de bronzen medaille in de wacht. Op de 4x100 meter wisselslag zwom hij samen met Jérémy Stravius, Hugues Duboscq en Clément Lefert in de series, in de finale eindigde Duboscq samen met Camille Lacourt, Frédérick Bousquet en Fabien Gilot op de vierde plaats.
Op de wereldkampioenschappen zwemmen 2011 in Shanghai eindigde de Fransman als vijfde op de 200 meter vrije slag en als zesde op de 400 meter vrije slag. Samen met Grégory Mallet, Jérémy Stravius en Fabien Gilot legde hij, op de 4x200 meter vrije slag, beslag op de zilveren medaille.
Tijdens de Olympische Zomerspelen van 2012 in Londen veroverde Agnel samen met Fabien Gilot, Clément Lefert en Amaury Leveaux de gouden medaille bij het estafetteonderdeel 4x100 meter vrije slag. In de laatste 50 meter werd hierbij de achterstand op het Amerikaanse team omgebogen naar een voorsprong. Daags na zijn eerste gouden medaille stond hij ook op het hoogste schavot op de 200 meter vrije slag, op de 100 meter vrije slag eindigde hij op de vierde plaats. Op de 4x200 meter vrije slag sleepte hij samen met Amaury Leveaux, Grégory Mallet en Clément Lefert de zilveren medaille in de wacht, samen met Camille Lacourt, Giacomo Perez Dortona en Romain Sassot strandde hij in de series van de 4x100 meter wisselslag. Op de Franse kampioenschappen kortebaanzwemmen 2012 in Angers verbeterde de Fransman het wereldrecord op de 400 meter vrije slag en het Europees record op de 800 meter vrije slag. In Chartres nam Agnel deel aan de Europese kampioenschappen kortebaanzwemmen 2012. Op dit toernooi werd hij Europees kampioen op de 200 en de 400 meter vrije slag, op de 100 meter vrije slag legde hij beslag op de bronzen medaille. De Europese zwembond LEN riep hem uit tot Europees zwemmer van het jaar 2012.
Tijdens de wereldkampioenschappen zwemmen 2013 won Angel goud op de 200 meter vrije slag.

## Internationale toernooien
| Jaar | Olympische Spelen                                                                                      | WK langebaan                                                | WK kortebaan | EK langebaan                                                 | EK kortebaan                                                |
| ---- | --- | ----------------------------------------------------------- | --- | ------------------------------------------------------------ | ----------------------------------------------------------- |
| 2009 | | geen deelname                                               | |                                                              | 47e 100m vrije slag 23e 200m vrije slag 23e 400m vrije slag |
| 2010 | |                                                             | 10e 200m vrije slag · 6e 400m vrije slag · 4x100m vrije slag · 4x200m vrije slag · 4e 4x100m wisselslag · Agnel zwom enkel de series | 400m vrije slag · 4x100m vrije slag · 4x200m vrije slag      | geen deelname                                               |
| 2011 | | 5e 200m vrije slag · 6e 400m vrije slag · 4x200m vrije slag | |                                                              | geen deelname                                               |
| 2012 | 4e 100m vrije slag · 200m vrije slag · 4x 100m vrije slag · 4x 200m vrije slag · 10e 4x100m wisselslag |                                                             | geen deelname | geen deelname                                                | 100m vrije slag · 200m vrije slag · 400m vrije slag         |
| 2013 | | 200m vrije slag · 4x100m vrije slag · 4e 4x200m vrije slag  | |                                                              | geen deelname                                               |
| 2014 | |                                                             | geen deelname | 200m vrije slag · 11e 400m vrije slag · 4e 4x200m vrije slag |                                                             |
| 2015 | | geen deelname                                               | |                                                              | geen deelname                                               |
| 2016 | 19e 200m vrije slag                                                                                    |                                                             | 4x100m wisselslag* · 5e 4x200m vrije slag · *Agnel zwom enkel de series                                                              | geen deelname                                                |                                                             |

## Persoonlijke records
Bijgewerkt tot en met 15 december 2012
Kortebaan
| Afstand         | Tijd         | Datum            | Plaats |
| --------------- | ------------ | ---------------- | ------ |
| 100m vrije slag | 46,68        | 16 november 2012 | Angers |
| 200m vrije slag | 1.39,70      | 18 november 2012 | Angers |
| 400m vrije slag | (WR) 3.32,25 | 15 november 2012 | Angers |
| 800m vrije slag | (ER) 7.29,17 | 16 november 2012 | Angers |

Langebaan
| Afstand         | Tijd    | Datum           | Plaats      |
| --------------- | ------- | --------------- | ----------- |
| 100m vrije slag | 47,84   | 1 augustus 2012 | Londen      |
| 200m vrije slag | 1.43,14 | 30 juli 2012    | Londen      |
| 400m vrije slag | 3.43,85 | 23 maart 2011   | Straatsburg |